# Petersburg (Indiana)
Petersburg es una ciudad ubicada en el condado de Pike en el estado estadounidense de Indiana. En el Censo de 2010 tenía una población de 2.383 habitantes y una densidad poblacional de 625,91 personas por km².

## Geografía
Petersburg se encuentra ubicada en las coordenadas 38°29′32″N 87°16′52″O / 38.49222, -87.28111. Según la Oficina del Censo de los Estados Unidos, Petersburg tiene una superficie total de 3.81 km², de la cual 3.8 km² corresponden a tierra firme y (0.27%) 0.01 km² es agua.

## Demografía
Según el censo de 2010, había 2.383 personas residiendo en Petersburg. La densidad de población era de 625,91 hab./km². De los 2.383 habitantes, Petersburg estaba compuesto por el 97.69% blancos, el 0.55% eran afroamericanos, el 0.25% eran amerindios, el 0.46% eran asiáticos, el 0.04% eran isleños del Pacífico, el 0.17% eran de otras razas y el 0.84% pertenecían a dos o más razas. Del total de la población el 0.92% eran hispanos o latinos de cualquier raza.

## Personalidades reconocidas
- 19 de septiembre: Tom Ebbert, trombonista estadounidense de jazz (f. 2013).